# Katsuura (Tokushima)
Katsuura (jap. 勝浦町 Katsuura-chō) – miasto w Japonii, na wyspie Sikoku, w prefekturze Tokushima. Według danych na rok 2020 miejscowość zamieszkiwało 4 837 mieszkańców , a gęstość zaludnienia wyniosła 69,2 os./km².